# Kokad, Hajdú-Bihar
Cocad  este un sat în districtul Derecske, județul Hajdú-Bihar, Ungaria, având o populație de 726 de locuitori (2011). 

## Demografie
Componența etnică a satului Kokad
     Maghiari (94,17%)
     Romi (3,22%)
     Români (1,99%)
     Necunoscut (0,61%)
     Alții (0,61%)
Componența confesională a satului Kokad
     Reformați (51,93%)
     Greco-catolici (12,12%)
     Fără religie (11,71%)
     Romano-catolici (3,99%)
     Necunoscută (20,25%)
     Alte religii (0,83%)
Conform recensământului din 2011, satul Cocad avea 726 de locuitori. Din punct de vedere etnic, majoritatea locuitorilor (94,17%) erau maghiari, existând și minorități de romi (3,22%) și români (1,99%). Apartenența etnică nu este cunoscută în cazul a 0,61% din locuitori.  Din punct de vedere confesional, majoritatea locuitorilor (51,93%) erau reformați, existând și minorități de greco-catolici (12,12%), persoane fără religie (11,71%) și romano-catolici (3,99%). Pentru 20,25% din locuitori nu este cunoscută apartenența confesională.